# Manhattan Building (Muskogee)
El Manhattan Building, también conocido como Phoenix Building o Phoenix-Manhattan Building, es un edificio histórico de gran altura en Muskogee, una ciudad del estado de Oklahoma (Estados Unidos). Este edificio de estilo neoclásico tiene ocho pisos tiene y una superficie de 4734 m² y fue inicialmente pensado como el hogar de Manhattan Construction Company.

## Construcción
Fue construido en 1911 con estructura de hormigón armado y revestimiento de ladrillo gris. Estas paredes estaban revestidas de ventanas para proporcionar luz y ventilación, estas últimas eran esenciales para hacer frente a los tórridos veranos de Oklahoma en una época en la que casi ningún edificio grande tenía aire acondicionado. Fuertemente influenciado por los diseños de Louis Sullivan, el Manhattan Building tiene en su base columnas de dos pisos flanqueando la entrada y una cornisa de segundo piso con dentífricos. La entrada se abría a un vestíbulo de dos pisos cuyas paredes estaban cubiertas con azulejos. Se añadió un ático en la azotea en 1957. Por su importancia arquitectónica, se agregó al Registro Nacional de Lugares Históricos  en 1983.
Para 1911, Manhattan Construction ya tenía 15 años y había completado varios edificios notables en Oklahoma, que incluyen el Guthrie Convention Hall, la Oklahoma City's First National Bank Tower y la Oral Roberts University (Tulsa) Prayer Tower.
Es uno de los cinco rascacielos (que tiene de 5 a 10 pisos) construidos entre 1910 y 1912 e incluidos en el estudio de Recursos Temáticos de Rascacielos de Muskogee. Los otros son el Railway Exchange Building, el Severs Hotel, el Surety Building y el Baltimore Hotel.

## Características de diseño
El edificio fue diseñado por Charles H. Sudhaelter and Co., cuyo trabajo se hizo eco del estilo del famoso arquitecto Louis Henri Sullivan. 
El fundador de Manhattan Construction Company, Laurence H. Rooney, en lugar de convertir el edificio en la sede de su propia empresa, decidió venderlo a un minorista popular, Phoenix Clothing Company. No solo amplió el primer piso, sino que también coronó la estructura con un letrero eléctrico giratorio que llegó a tres pisos por encima del techo.